# Serena ChaCha
Myron Arturo Morgan (nascut el 17 de setembre de 1990), més conegut pel nom artístic de Serena ChaCha, és un intèrpret drag i empresari de perruques panameny-nord-americana, més conegut per haver aparegut a la cinquena temporada de RuPaul's Drag Race i a la sisena temporada de RuPaul's Drag. Cursa: All Stars, col·locant-se 13è en ambdues.

## Primers anys i educació
Morgan va néixer i es va criar a La Chorrera, Panamà. Morgan es va traslladar més tard als Estats Units. Es va graduar amb un BFA a la Universitat Estatal de Florida el 2012.

## Carrera
Morgan va actuar per primera vegada en drag el 2010.
El 2013, ChaCha es va anunciar com un dels 14 concursants que competien a la cinquena temporada de RuPaul's Drag Race. Amb 21 anys, era la concursant més jove. ChaCha va estar als dos últims en el primer episodi, eliminant a Penny Tration en una sincronització de llavis amb " Party in the USA " de Miley Cyrus ; l'episodi següent, va ser eliminada per Monica Beverly Hillz després d'una sincronització de llavis amb "Only Girl (In the World)" de Rihanna. Després de l'aparició de ChaCha al programa, va llançar un senzill, "Cha Cha".
El 2021, ChaCha es va anunciar com una de les drag queens que tornen a competir a la sisena temporada de RuPaul's Drag Race: All Stars. ChaCha va ser la reina amb menys posicions a tornar per a una temporada d' All Stars. ChaCha va ser eliminada al primer episodi com a resultat d'una votació grupal després de la seva actuació al programa de talent. Se li va oferir l'oportunitat de tornar a la competició al 'Game within a Game' del desè episodi, però va perdre en una sincronització de llavis contra Jiggly Caliente a "Free Your Mind" d'En Vogue.
Fora de drag, Morgan és propietari de Serena ChaCha Wigs, una empresa de perruques.

## Vida personal
Actualment, Morgan viu a Tallahassee, Florida.